# Scorpaena canariensis
Scorpaena canariensis — вид скорпеноподібних риб роду скорпена (Scorpaena) родини скорпенових (Scorpaenidae).

## Поширення
Вид поширений на сході Атлантичного океану біля Канарських островів і Мадейри.

## Опис
Дрібна рибка, завдовжки до 14 см.